# Boxholm
Boxholm är en by der er administrationsby i Boxholms kommun, Östergötlands län i Sverige.
Byen er en gammel industriby beliggende ved Svartån og Södra stambanan.
Boxholms bruk blev grundlagt i 1754, og omdannedes til aktieselskab i 1872. Sidan begyndelsen af 1980'erne er selskabets virksomheder (bl.a. stålværk, savværk, mejeri og landbrug) opdelt i flere forskellige virksomheder. I Boxholm er der et museum om stedets virksomheder.